# Scrobipalpa kasyi
Scrobipalpa kasyi is een vlinder uit de familie tastermotten (Gelechiidae). De wetenschappelijke naam is voor het eerst geldig gepubliceerd in 1968 door Povolny.
De soort komt voor in Europa.